# Doryscus
Doryscus es un género de insecto coleóptero de la familia Chrysomelidae.

## Especies
Las especies de este género son:
- Doryscus chujoi Takizawa, 1978
- Doryscus marginicollis Jiang, 1992
- Doryscus niger Medvedev & Sprecher-Uebersax, 1998
- Doryscus nigricollis Jiang, 1992
- Doryscus scapus Mohamedsaid, 1999
- Doryscus testaceus Jacoby, 1887